# 蒲忠智
蒲忠智（1907年—1985年），原名蒲云中，祖籍长安县韦兆乡，中华人民共和国政治人物。
担任陕西长安劳模。农业生产合作社主任、西王莽生产大队党支部书记。1954年，当选第一届全国人民代表大会代表。